# Búnquers de Masarac
Els Búnquers de Masarac són unes construccions militars del municipi de Masarac (Alt Empordà) incloses en l'Inventari del Patrimoni Arquitectònic de Catalunya.

## Descripció
Situats a llevant del nucli urbà de la població de Masarac, disposats als costats del camí que passa pel pla d'en Mitró, entre el camí del Priorat i el mas Sala. Es tracta d'un conjunt de tres búnquers de mida mitjana i planta rectangular, bastits amb formigó i mig soterrats. Tots els paraments presenten restes de l'encofrat amb fusta utilitzat per construir-los. Cada búnquer presenta una única espitllera rectangular apaïsada per efectuar el tir, orientada al camí. Les construccions es troben camuflades amb un folrat de pedres, extretes del mateix terreny geològic, i terra i vegetació a la coberta. Actualment, les fortificacions estan abandonades i, una d'elles, s'utilitza com a magatzem de les eines emprades per treballar el camp.

## Història
Es tracta de construccions militars portades a terme per l'organisme franquista denominat "Servicio Militar de Construcción". Aquestes fortificacions pertanyen a l'extensa i àmplia xarxa de búnquers i nius de metralladora, bastides entre els anys 1940-45, que s'estén tot al llarg de les terres properes a la frontera i al litoral nord de l'Empordà. Aquesta va ser nomenada "linea P" o "linea Peréz", encara que també és coneguda com a "línia Gutierrez", potser pel fet que el coronel enginyer Manuel Duelo Gutiérrez, va participar en una reunió relativa a la fortificació d'aquesta línia.
Realment, l'origen del nom ve donat per la posició geogràfica de la línia en qüestió que abastava tota la part del Pirineus, d'aquí que s'anomenés P. Totes aquestes construccions foren bastides després d'acabar-se la guerra del 1936-39 pels serveis de l'exèrcit del govern dictatorial, en resposta a una possible invasió procedent de França.